# محكمة القضايا المستعجلة

صورة من داخل محكمة القضايا المستعجلة في باريس.

محكمة القضايا المستعجلة هي محكمة من الدرجة الأولى في فرنسا تبث في بعض الدعاوى المدنية العامة حسب الاختصاص الممنوح لها تتكون من قاضي واحد أو أكثر يسمى قاضي الأمور المستعجلة وتتضمن قسماً جنائياً، محكمة شرطة تنظر في قضايا الجنح أو الجرائم الموجزة (المخالفات). وبما أن لها سلطة قضائية أصلية، يجوز استئناف أحكامها أمام محكمة استئناف فرنسية أو محكمة عليا.
عرفتُ المحكمة سابقاً باسم محكمة السلام (عدالة السلام) حتى إعادة الهيكلة القضائية عام 1958.
في عام 2010، كان هناك 297 للقضايا المستعجلة في فرنسا.
في المجموعات الجماعية لما وراء البحار، تم استبدال اسم محكمة القضايا المستعجلة بالمحكمة الابتدائية والتي تشمل صلاحياتها المحاكم الإقليمية العليا في فرنسا.

## الإختصاصات
تحدد الاختصاصات الرئيسية التالية للمحكمة بناء على مدونة التنظيم القضائي :
- القضايا المدنية التي لا تتجاوز قيمة نزاعها 10000 يورو[2] (باستثناء الأحكام التعاقدية أو الموافقة الطوعية أو الضمنية من الأطراف كما هو منصوص عليه في المادة 41 من قانون الإجراءات الجنائية)
- نزاعات حول عقود الإيجار السكنية
- نزاعات القروض الإستهلاكية
- فرط المديونية التي يكون فيها التقاضي مقسما بين 14 محكمة من محاكم القضاء المستعجل وفقاً للمرسوم رقم 981 لسنة 2011 المؤرخ 23 أغسطس 2011
- الإستيلاء أو وقف أجور الشغل
- نزاعات معينة في حالة النزاعات المتعلقة بالانتخابات السياسية أو الانتخابات المهنية، أوالتعيينات النقابية داخل الشركات.
- كما تختص المحكمة بصفتها قاض للوصاية عن البالغين والقاصرين أيضا.

في منطقة ألزاس وموسيل تختص محكمة القضايا المستعجلة بصيانة السجل العقاري.
ويتمثل دور المحكمة أساسا في محاولة التوفيق بين الأطراف قبل إصدارها للحكم، كما يجوز تفويض وسيط قانوني للصلح والذي يقوم بذلك مجانًا.
في القضايا الجنائية، تحكم المحكمة في الجرائم من الدرجة الخامسة بصفتها محكمة للشرطة.